# Ronde van Drenthe 2016
De 54e editie van de wielerwedstrijd Ronde van Drenthe werd gehouden op 12 maart 2016. De start en finish vonden plaats in Hoogeveen. De wedstrijd maakte deel uit van de UCI Europe Tour 2016, in de categorie 1.1. Deze editie werd gewonnen door de Nederlander Jesper Asselman, die de Belg Edward Theuns op de erelijst opvolgde.

## Deelnemende ploegen
| WorldTour     | ProContinentaal             | Continentaal            |
| ------------- | --------------------------- | ----------------------- |
| LottoNL-Jumbo | Roompot-Oranje Peloton      | Baby-Dump               |
|               | CCC Sprandi Polkowice       | Jo Piels                |
|               | Gazprom-RusVelo             | Join-S\|De Rijke        |
|               | Novo Nordisk                | Metec-TKH               |
|               | ONE                         | Parkhotel Valkenburg CT |
|               | Roth                        | SEG Racing Academy      |
|               | Topsport Vlaanderen-Baloise | 3M                      |
|               | Wanty-Groupe Gobert         | An Post-Chain Reaction  |
|               |                             | Crelan-Vastgoedservice  |
|               |                             | Kuota-Lotto             |
|               |                             | Leopard                 |
|               |                             | NFTO                    |
|               |                             | Riwal Platform          |
|               |                             | Vérandas Willems        |
|               |                             | Wiggins                 |

## Uitslag
| Plaats  | Naam                 | Ploeg                       | Tijd     |
| ------- | -------------------- | --------------------------- | -------- |
| Winnaar | Jesper Asselman      | Roompot-Oranje Peloton      | 4u43'27" |
| 2       | Mark McNally         | Wanty-Groupe Gobert         | + 1"     |
| 3       | Dylan Groenewegen    | LottoNL-Jumbo               | z.t.     |
| 4       | Raymond Kreder       | Roompot-Oranje Peloton      | z.t.     |
| 5       | Gerry Druyts         | Crelan-Vastgoedservice      | z.t.     |
| 6       | Amaury Capiot        | Topsport Vlaanderen-Baloise | z.t.     |
| 7       | Kenny Dehaes         | Wanty-Groupe Gobert         | z.t.     |
| 8       | Elmar Reinders       | Jo Piels                    | z.t.     |
| 9       | Aksel Nõmmela        | Leopard                     | z.t.     |
| 10      | Dries De Bondt       | Vérandas Willems            | z.t.     |
| 11      | Jonas Aaen Jørgensen | Riwal Platform              | z.t.     |
| 12      | Wouter Mol           | Join-S\|De Rijke            | z.t.     |
| 13      | Jetse Bol            | Join-S\|De Rijke            | z.t.     |
| 14      | Michel Kreder        | Roompot-Oranje Peloton      | z.t.     |
| 15      | Tim Declercq         | Topsport Vlaanderen-Baloise | z.t.     |
| 16      | Berden de Vries      | Roompot-Oranje Peloton      | z.t.     |
| 17      | Kobus Hereijgers     | Join-S\|De Rijke            | z.t.     |
| 18      | Sjoerd van Ginneken  | Roompot-Oranje Peloton      | z.t.     |
| 19      | Tim Ariesen          | SEG Racing Academy          | z.t.     |
| 20      | Rick Ottema          | Baby-Dump                   | z.t.     |

## Vrouwen
De wedstrijd voor vrouwen was aan de 18e editie toe. Na vier eendagswedstrijden, vier meerdaagse wedstrijden en negen wereldbekerwedstrijden, maakt de Ronde van Drenthe in 2016 deel uit van de eerste UCI Women's World Tour. De start en finish vonden plaats in Hoogeveen. Deze editie werd gewonnen door de Nederlandse Chantal Blaak, door de sprint te winnen van een kopgroep met Gracie Elvin, Trixi Worrack en Anna van der Breggen. Na bijna twee minuten werd de sprint van het peloton gewonnen door Marta Bastianelli. Van der Breggen werd de nieuwe leidster van de World Tour.

### Deelnemende ploegen
| UCI Women's Teams  | UCI Women's Teams      | UCI Women's Teams                    |
| ------------------ | ---------------------- | ------------------------------------ |
| Alé Cipollini      | Hitec Products         | Poitou-Charentes.Futuroscope.86      |
| Astana             | Inpa-Bianchi           | Rabobank-Liv Woman                   |
| BePink             | Lares-Waowdeals        | Liv-Plantur                          |
| Boels Dolmans      | Lensworld.eu - Zannata | Team TIBCO-SVB                       |
| BTC City Ljubljana | Lotto Soudal Ladies    | Topsport Vlaanderen-Etixx-Guill D'or |
| Canyon-SRAM        | Orica-AIS              | UnitedHealthcare Women's Team        |
| Cervélo-Bigla      | Parkhotel Valkenburg   | Wiggle High5                         |
| Cylance            |                        |                                      |

### Uitslag
| Plaats  | Naam                      | Ploeg                           | Tijd     |
| ------- | ------------------------- | ------------------------------- | -------- |
| Winnaar | Chantal Blaak             | Boels Dolmans                   | 3u36'13" |
| 2       | Gracie Elvin              | Orica-AIS                       | z.t.     |
| 3       | Trixi Worrack             | Canyon-SRAM                     | z.t.     |
| 4       | Anna van der Breggen      | Rabobank-Liv Woman              | z.t.     |
| 5       | Marta Bastianelli         | Alé Cipollini                   | + 1'49"  |
| 6       | Shelley Olds              | Cylance                         | z.t.     |
| 7       | Floortje Mackaij          | Liv-Plantur                     | z.t.     |
| 8       | Lauren Kitchen            | Hitec Products                  | z.t.     |
| 9       | Annemiek van Vleuten      | Orica-AIS                       | z.t.     |
| 10      | Leah Kirchmann            | Liv-Plantur                     | z.t.     |
| 11      | Sarah Roy                 | Orica-AIS                       | z.t.     |
| 12      | Tiffany Cromwell          | Canyon-SRAM                     | z.t.     |
| 13      | Lucinda Brand             | Rabobank-Liv Woman              | z.t.     |
| 14      | Amy Pieters               | Wiggle High5                    | z.t.     |
| 15      | Emily Collins             | Team TIBCO-SVB                  | z.t.     |
| 16      | Christine Majerus         | Boels Dolmans                   | z.t.     |
| 17      | Carmen Small              | Cervélo-Bigla                   | z.t.     |
| 18      | Roxane Fournier           | Poitou-Charentes.Futuroscope.86 | z.t.     |
| 19      | Maria Giulia Confalonieri | Lensworld.eu - Zannata          | z.t.     |
| 20      | Monique van de Ree        | Lares-Waowdeals                 | z.t.     |
|         |                           |                                 |          |
| 23      | Lotte Kopecky             | Lotto Soudal Ladies             | z.t.     |

1960 · 1961 · 1962 · 1963 · 1964 · 1965 · 1966 · 1967 · 1968 · 1969 · 1970 · 1971 · 1972 · 1973 · 1974 · 1975 · 1976 · 1977 · 1978 · 1979 · 1980 · 1981 · 1982 · 1983 · 1984 · 1985 · 1986 · 1987 · 1988 · 1989 · 1990 · 1991 · 1992 · 1993 · 1994 · 1995 · 1996 · 1997 · 1998 · 1999 · 2000 · 2001 · 2002 · 2003 · 2004 · 2005 · 2006 · 2007 · 2008 · 2009 · 2010 · 2011 · 2012 · 2013 · 2014 · 2015 · 2016 · 2017 · 2018 · 2019 · 2020 · 2021 · 2022 · 2023 · 2024 · 2025
Etappewedstrijden

 Ster van Bessèges · 
 Ronde van Valencia · 
 La Méditerranéenne · 
 Ronde van de Algarve · 
 Ruta del Sol · 
 Ronde van de Haut-Var · 
 Ronde van de Provence · 
 Driedaagse van West-Vlaanderen · 
 Internationale Wielerweek · 
 Internationaal Wegcriterium · 
 Driedaagse van De Panne-Koksijde · 
 Ronde van de Sarthe · 
 Ronde van Castilië en León · 
 Ronde van Trentino · 
 Ronde van Kroatië · 
 Ronde van Turkije · 
 Ronde van Yorkshire · 
 Ronde van Asturië · 
 Ronde van Azerbeidzjan · 
 Vierdaagse van Duinkerke · 
 Ronde van Madrid · 
 Ronde van Picardië · 
 Ronde van Cova da Beira · 
 Ronde van Noorwegen · 
 World Ports Classic · 
 Ronde van België · 
 Ronde van Estland · 
 Ronde van Luxemburg · 
 Boucles de la Mayenne · 
 Ster ZLM Toer · 
 Ronde van Slovenië · 
 Ronde van Oostenrijk · 
 Sibiu Cycling Tour · 
 Ronde van Rhône Alpes-Valromey · 
 Ronde van Wallonië · 
 Ronde van Denemarken · 
 Ronde van Portugal · 
 Ronde van Burgos · 
 Ronde van Gévaudan Languedoc-Roussillon · 
 Ronde van de Ain · 
 Ronde van Tsjechië · 
 Arctic Race of Norway · 
 Ronde van de Limousin · 
 Ronde van Poitou-Charentes · 
 Tour des Fjords · 
 Ronde van Groot-Brittannië · 
 Ronde van Toscane · 
 Eurométropole Tour
Eendaagse wedstrijden

 Trofeo Felanitx-Ses Salines-Campos-Porreres · 
 Trofeo Pollença-Port de Andratx · 
 Trofeo Serra de Tramuntana · 
 Trofeo Playa de Palma-Palma · 
 GP La Marseillaise · 
 Grote Prijs van de Etruskische Kust · 
 Ronde van Murcia · 
 Clásica de Almería · 
 Trofeo Laigueglia · 
 Omloop Het Nieuwsblad · 
 Classic Sud Ardèche · 
 GP Lugano · 
 Kuurne-Brussel-Kuurne · 
 La Drôme Classic · 
 Le Samyn · 
 Strade Bianche · 
 GP Industria & Artigianato · 
 Ronde van Drenthe · 
 Nokere Koerse · 
 GP Nobili Rubinetterie · 
 Handzame Classic · 
 Classic Loire-Atlantique · 
 Grote Prijs van Cholet-Pays de Loire · 
 Dwars door Vlaanderen · 
 Route Adélie de Vitré · 
 Grote Prijs Miguel Indurain · 
 Volta Limburg Classic · 
 Ronde van La Rioja · 
 Parijs-Camembert · 
 Scheldeprijs · 
 Klasika Primavera · 
 Brabantse Pijl · 
 GP Denain · 
 Ronde van de Finistère · 
 Ronde van de Apennijnen · 
 Tro-Bro Léon · 
 La Roue Tourangelle · 
 Rund um den Finanzplatz Eschborn-Frankfurt · 
 Velothon Wales · 
 Grote Prijs van de Somme · 
 Grote Prijs van Plumelec · 
 Boucles de l'Aulne  · 
 Velothon Berlin · 
 GP Kanton Aargau · 
 Ronde van Keulen · 
 Ronde van Limburg · 
 Velothon Copenhagen · 
 Halle-Ingooigem · 
 GP Cerami · 
 Velothon Stuttgart · 
 Prueba Villafranca de Ordizia · 
 Rad am Ring · 
 Circuito de Getxo · 
 RideLondon Classic · 
 Polynormande · 
 Dwars door het Hageland · 
 Arnhem-Veenendaal Classic · 
 GP Jef Scherens · 
 GP Stad Zottegem · 
 Druivenkoers Overijse · 
 Schaal Sels · 
 Brussels Cycling Classic · 
 GP Fourmies · 
 Velothon Stockholm · 
 Ronde van de Doubs · 
 GP van Wallonië · 
 Coppa Bernocchi · 
 Coppa Agostoni · 
 Kampioenschap van Vlaanderen · 
 Grote Prijs Impanis-Van Petegem · 
 Memorial Marco Pantani · 
 GP van Isbergues · 
 GP Industria & Commercio di Prato · 
 Coppa Sabatini · 
 Ronde van Emilia · 
 Duo Normand · 
 GP Beghelli · 
 Ronde van de Drie Valleien · 
 Milaan-Turijn · 
 Ronde van Piemonte · 
 Ronde van de Vendée · 
 Ronde van het Münsterland · 
 Binche-Chimay-Binche · 
 Parijs-Bourges · 
 Parijs-Tours · 
 Nationale Sluitingsprijs
 Strade Bianche ·
 Ronde van Drenthe ·
 Trofeo Alfredo Binda-Comune di Cittiglio ·
 Gent-Wevelgem ·
 Ronde van Vlaanderen ·
 Waalse Pijl ·
 Ronde van Chongming ·
 Ronde van Californië ·
 Philadelphia International Cycling Classic ·
 The Women's Tour ·
 Ronde van Italië voor vrouwen ·
 La Course by Le Tour de France ·
 RideLondon Classic ·
 Open de Suède Vårgårda ·
 Bretagne Classic ·
 La Madrid Challenge by La Vuelta